# Stefan Jędrychowski
Stefan Jędrychowski (ur. 19 maja 1910 w Warszawie, zm. 26 maja 1996 tamże) – polski komunistyczny ekonomista, prawnik, dyplomata, publicysta i polityk, wieloletni członek Biura Politycznego KC PZPR (1956–1971). Poseł do Krajowej Rady Narodowej (1944–1947), na Sejm Ustawodawczy oraz na Sejm PRL I, II, III, IV i V kadencji, kierownik resortu informacji i propagandy (1944), minister żeglugi i handlu zagranicznego (1945–1947), przewodniczący Państwowej Komisji Planowania Gospodarczego i Komisji Planowania przy Radzie Ministrów (1956–1968), minister spraw zagranicznych (1968–1971) i minister finansów (1971–1974), w latach 1951–1956 wiceprezes Rady Ministrów. Budowniczy Polski Ludowej.

## Życiorys
Syn Karola i Teodozji. W 1926 ukończył Państwowe Gimnazjum im. Adama Mickiewicza w Wilnie. Uzyskał wykształcenie wyższe ekonomiczne na Uniwersytecie Stefana Batorego w Wilnie, następnie otrzymał stopień doktora nauk prawnych. W okresie międzywojennym członek organizacji lewicowych w Wilnie, współwydawca czasopisma „Poprostu”, współpracownik Żagarów. Był także aktywnym członkiem Akademickiego Klubu Włóczęgów Wileńskich, gdzie jego kolegami byli Paweł Jasienica i Wacław Korabiewicz.
Po agresji ZSRR na Polskę za namową Józefa Stalina i Wandy Wasilewskiej posłował w 1940 do Sejmu Republiki Litewskiej oraz do Rady Najwyższej Litewskiej SRR i Rady Najwyższej ZSRR Rady Najwyższej. W 1942 w nr 10 i w 1943 w nr 12 podziemnego pisma „Niepodległość” opublikowany został Komunikat Sądu Specjalnego R.P., w którym za współpracę ze Związkiem Sowieckim na szkodę Polski został skazany na karę śmierci. W 1943 współorganizator Związku Patriotów Polskich i armii polskiej w ZSRR. Od 1944 członek Polskiej Partii Robotniczej, następnie Polskiej Zjednoczonej Partii Robotniczej. W latach 1945–1975 zasiadał w Komitetach Centralnych PPR i PZPR. Od kwietnia 1947 był przez rok członkiem Sekretariatu KC PPR, od grudnia 1947 kierując jednocześnie Wydziałem Ekonomicznym. W latach 1956–1971 zasiadał w Biurze Politycznym KC PZPR (uprzednio, w 1956, był zastępcą członka).
W 1944 skierowano go do resortu informacji i propagandy w Polskim Komitecie Wyzwolenia Narodowego, przejściowo był również ambasadorem RP we Francji i w ZSRR. W latach 1945–1947 minister żeglugi i handlu zagranicznego. W latach 1951–1956 pełnił funkcję wicepremiera, po dymisji Adama Rapackiego w wyniku nagonki marcowej przejął resort spraw zagranicznych (1968–1971), a w początkowym okresie ekipy Edwarda Gierka (1971–1974) pełnił funkcję ministra finansów. W latach 1956–1968 przewodniczył Państwowej Komisji Planowania Gospodarczego oraz Komisji Planowania przy Radzie Ministrów. W latach 1974–1978 ambasador PRL w Węgierskiej Republice Ludowej.
Wyznaczony przez ZPP na posła do Krajowej Rady Narodowej, następnie na Sejm Ustawodawczy oraz na Sejm PRL I, II, III, IV i V kadencji (1944–1972). 7 grudnia 1970 wraz z Józefem Cyrankiewiczem podpisał Układ PRL-RFN o podstawach normalizacji wzajemnych stosunków.
Przez kilkadziesiąt lat członek Rady Naczelnej Związku Bojowników o Wolność i Demokrację. W latach 80., już jako emeryt, był często zapraszany do udziału w różnych komitetach honorowych i ciałach doradczych, m.in. w kwietniu 1982 został powołany przez Prezesa Rady Ministrów w skład 26-osobowej Konsultacyjnej Rady Gospodarczej pod przewodnictwem prof. Czesława Bobrowskiego, a 28 listopada 1988 wszedł w skład Honorowego Komitetu Obchodów 40-lecia Kongresu Zjednoczeniowego PPR – PPS – powstania PZPR. W 1989 wybrany w skład Krajowej Rady Towarzystwa Przyjaźni Polsko-Radzieckiej. 
Był żonaty z Izabelą z domu Milińską (1910–1991). Oboje spoczywają na Cmentarzu Wojskowym na Powązkach w Warszawie (kwatera A33-2-7).

## Wybrane odznaczenia
- Order Budowniczych Polski Ludowej (1964)[10]
- Krzyż Komandorski z Gwiazdą Orderu Odrodzenia Polski
- Order Virtuti Militari
- Order Krzyża Grunwaldu III klasy (1946)[11]
- Order Sztandaru Pracy I klasy (1950)[12]
- Medal 10-lecia Polski Ludowej (1955)
- Medal 30-lecia Polski Ludowej (1974)
- Medal 40-lecia Polski Ludowej (1984)
- Medal im. Ludwika Waryńskiego (1986)[13]
- Złoty Medal „Za zasługi dla obronności kraju” (1973)[14]
- Srebrny Medal „Za zasługi dla obronności kraju”
- Brązowy Medal „Za zasługi dla obronności kraju”
- Odznaka 1000-lecia Państwa Polskiego (1966)[15]
- Złote Odznaczenie im. Janka Krasickiego (1969)[16]
- Pamiątkowy Medal z okazji 40. rocznicy powstania Krajowej Rady Narodowej (1983)[17]
- Złota Odznaka Odbudowy Warszawy (1958)[18]
- Odznaka honorowa „Za zasługi dla Gdańska” (1960)[19]
- Odznaka honorowa „Zasłużony dla Warmii i Mazur” (1960)[20]
- Odznaka Honorowa Gryfa Pomorskiego (1965)[21]
- Honorowa odznaka „Za szczególne zasługi dla rozwoju województwa bydgoskiego” (1967)[22]
- Medal pamiątkowy 750-lecia Częstochowy (1967)[23]
- Medal pamiątkowy „40-lecia PZPR” (1988)[24]
- Odznaka honorowa Związku Zawodowego Budowlanych (1963)[25]
- Medal pamiątkowy Rady Ochrony Pomników Walki i Męczeństwa (1971)[26]
- Wielka Wstęga Orderu Zasługi (Bułgaria, 1946)[27]
- Medal 50-lecia Komunistycznej Partii Czechosłowacji (Czechosłowacja, 1971)[28]
- Krzyż Wielki Orderu Danebroga (Dania, 1949)[29]
- Order Zasługi dla Ludu ze Złotą Gwiazdą (Jugosławia, 1946)[30]
- Medal Przyjaźni (Mongolia, 1971)[31]
- Wielki Oficer Orderu Zasługi Republiki Włoskiej (1965)[32]
- Order Czerwonego Sztandaru Pracy (Związek Radziecki, 1967)[33]
- Medal jubileuszowy „W upamiętnieniu 100-lecia urodzin Władimira Iljicza Lenina” (Związek Radziecki, 1969)[34]
- Odznaka „25 lat Zwycięstwa w Wielkiej Wojnie Ojczyźnianej 1941–1945” (Związek Radziecki, 1970)[35]